# Amblyseius herbicoloides
Amblyseius herbicoloides är en spindeldjursart som beskrevs av D. McMurtry och Moraes 1984. Amblyseius herbicoloides ingår i släktet Amblyseius och familjen Phytoseiidae. Inga underarter finns listade i Catalogue of Life.